# Valkýra (film)
Valkýra je americký historický thriller natočený roku 2008. Je zasazen do nacistického Německa během 2. světové války. Film zachycuje situaci kolem 20. července 1944, kdy byl spáchán atentát na Adolfa Hitlera německými důstojníky a následnou Operaci Valkýra na převzetí moci v zemi.
Film režíroval Bryan Singer a produkoval United Artists. V hlavních rolích vystoupili Tom Cruise jako plukovník Claus von Stauffenberg, jedna z klíčových postav spiknutí, Bill Nighy, Eddie Izzard, Terence Stamp a Tom Wilkinson jako další osoby spiknutí.
Podle německého zpravodaje Focus, 11 komparzistů, kteří při natáčení vypadli z nákladního auta převážejícího vojáky Wehrmachtu, po producentovi požaduje 11 milionů dolarů jako odškodné.

## Děj
Během 2. světové války je plukovník Wehrmachtu Claus von Stauffenberg (Cruise) několikrát raněn v Tunisu a poté evakuován domů do nacistického Německa. Mezitím generálmajor Henning von Tresckow (Branagh) provede atentát na Adolfa Hitlera propašovanou bombou na palubě führerova osobního letadla. Bomba avšak selže a Tresckow ji bezpečně získá zpět, aby zabránil prozrazení. Poté, co se dozví, že gestapo uvěznilo majora Hanse Ostera, nařídí generálovi Friedrichu Olbrichtovi (Nighy), aby za něj našel náhradu. Zrekrutují proto Stauffenberga do německého protinacistického odboje. Olbricht přivede Stauffenberga na tajné setkání společenství, které plánovalo předchozí atentát na Hitlera. Mezi členy jsou generál Ludwig Beck (Stamp), Dr. Carl Goerdeler (McNally) a Erwin von Witzleben (Schofield). Plukovník je překvapen, když zjistí, že neexistuje žádný plán na to, jak převzít moc po atentátu na Hitlera.
Po bombovém útoku na Berlín vyjde najevo plán Operace Valkýra, který zahrnuje rozmístění Rezervní Armády k udržení pořádku v době národní pohotovosti. Spiklenci plán opatrně upraví tak, aby mohli po zabití Hitlera odstranit nacistický režim. Chtějí svrhnout úřad SS a uvěznit Hitlerovy nejbližší spolupracovníky. Uskutečnit plán mohou jen pokud generál Fromm (Wilkinson), velitel Rezervní Armády, zahájí operaci Valkýra. Proto mu nabídnou pozici velitele Wehrmachtu v postnacistickém Německu a snaží se ho zrekrutovat mezi sebe. Fromm však od počátku odmítá. S upraveným plánem, který musí být podepsán Hitlerem (Bamber) samotným, von Stauffenberg navštíví führera v jeho residenci na Berghofu v Bavorsku. V přítomnosti blízkého kruhu spolupracovníků Hitler pochválil Stauffenbergovu odvahu v severní Africe a podepsal plán ihned bez prostudování a úprav.
Na Goerdelerovo naléhání von Stauffenberg souhlasí s atentátem na Hitlera a velitele SS Himmlera v bunkru ve Vlčím doupěti. Na poslední poradě plukovník Mertz von Quirnheim (Berkel) instruuje členy spiknutí, jak použít tužkový detonátor. Von Stauffenberg také kontaktoval generála Fellgiebela (Izzard), který má na starosti spojení mezi Vlčím doupětem a okolním světem, aby přerušil všechnu komunikaci po výbuchu bomby. 15. července 1944 se von Stauffenberg zúčastní strategické porady ve Vlčím doupěti s bombou v tašce, ale Himmler se nedostavil na poradu a von Stauffenberg nedostal do konce porady vyjádření společenství, zda má aktivovat bombu. Mezitím je Rezervní Armáda mobilizována Olbrichtem do pohotovosti, aniž by o tom Fromm věděl. Když selhala akce, von Stauffenberg bezpečně opustil bunkr i s deaktivovanou bombou, a Rezervní Armádě byla zrušena pohotovost v domnění, že mobilizace bylo jen cvičení. Rozčílený von Stauffenberg jde na společenství s protestem proti nerozhodnosti a lžím Goerdelera, který byl vybrán jako kancléř po atentátu. Když Goerdeler požaduje, aby byl von Stauffenberg zbaven funkce, Beck ho informuje, že ho SS hledá a žádá ho, aby dočasně opustil zemi.
20. července se von Stauffenberg a jeho pobočník poručík Haeften (Parker) vrací do Vlčího doupěte. K Stauffenbergovu překvapení zjistí, že zasedání se bude konat v letním domě s otevřenými okny, s čímž spiklenci nepočítali, protože uvnitř stěn bunkru má bomba maximální účinek. Zatímco pobočník čekal venku s autem, von Stauffenberg položil aktovku na poradě pod stůl. Když byla bomba aktivována, von Stauffenberg opustil dům a šel k vozu. Když bomba explodovala, von Stauffenberg předpokládal, že Hitler je mrtvý a opustil Vlčí doupě na letiště. Před odstřihnutím telekomunikací Fellgiebel volá Mertzovi o explozi, ale nemůže jistě potvrdit, jestli je Hitler mrtvý nebo ne.
Když Stauffenberg odletěl zpět do Berlína, Olbricht odmítl mobilizaci Rezervní Armády dokud nebude jisté, že Hitler je mrtev. Za Olbrichtovými zády, Mertz zfalšuje jeho podpis a vydá příkaz. V průběhu Operace Valkýra von Stauffenberg a jeho spoluspiklenci nařídí uvěznit vůdce Nacistické strany a důstojníky SS a začnou kontrolovat Berlínskou vládní čtvrť, což znamená ovládat celou Říši. Zvěsti dorazily do Berlína, že Hitler přežil atentát, ale von Stauffenberg si myslí, že je to propaganda SS. Mezitím Fromm zjistil od polního maršála Keitela, že Hitler je stále naživu. Generál se odmítl přidat ke spiknutí, nato byl uvězněn. Když se Hitler spojil s Rezervní Armádou telefonem, SS velitelé byli propuštěni a spiklenci byli obklíčeni v budově Bendlerblocku. Personál velitelství utekl, ale zosnovatelé útoku byli uvězněni. Většina byla popravena, někteří spáchali sebevraždu. Von Stauffenberg vykřikl „Ať žije posvátné Německo!“, předtím než byl popraven zastřelením.

## Obsazení
| Tom Cruise            | Claus Schenk von Stauffenberg |
| Kenneth Branagh       | Henning von Tresckow          |
| Bill Nighy            | Friedrich Olbricht            |
| Terence Stamp         | Ludwig Beck                   |
| Tom Wilkinson         | Friedrich Fromm               |
| Carice van Houten     | Nina Schenk von Stauffenberg  |
| Kevin McNally         | Carl Friedrich Goerdeler      |
| David Schofield       | Erwin von Witzleben           |
| Christian Berkel      | Albrecht Mertz von Quirnheim  |
| Jamie Parker          | Werner von Haeften            |
| Eddie Izzard          | Erich Fellgiebel              |
| David Bamber          | Adolf Hitler                  |
| Thomas Kretschmann    | Otto Ernst Remer              |
| Harvey Friedman       | Joseph Goebbels               |
| Kenneth Cranham       | Wilhelm Keitel                |
| Matthias Freihof      | Heinrich Himmler              |
| Waldemar Kobus        | Wolf-Heinrich von Helldorff   |
| Halina Reijn          | Margarethe von Oven           |
| Werner Daehn          | Ernst John von Freyend        |
| Tom Hollander         | Heinz Brandt                  |
| Matthias Schweighöfer | Franz Herber                  |
| Anton Algrang         | Albert Speer                  |